# Ди Пьетро, Камилло
Камилло Ди Пьетро (итал. Camillo Di Pietro; 10 января 1806, Рим, Папская область — 6 марта 1884, Рим, королевство Италия) — итальянский куриальный кардинал. Племянник кардинала Микеле Ди Пьетро.Он учился в Collegio Romano и получил степень по философии; затем проходил в римской семинарии, 30 августа 1827 года он имел честь поддержать публичный спор «Духовная история» перед Львом XII, а в 1830 году он был выбран в качестве спикера на похоронах Пия VIII.  Титулярный архиепископ Берута с 8 июля 1839 по 19 декабря 1953. Апостольский нунций в королевстве Обеих Сицилий с 30 июля 1839 по 29 июня 1844. Чрезвычайный интернунций и апостольский делегат в Португалии с 29 июня 1844 по 24 сентября 1847. Апостольский нунций в Португалии с 24 сентября 1847 по 16 июня 1856. Префект Верховного Трибунала Апостольской Сигнатуры Правосудия с 29 августа 1863 по 1867. Камерленго Священной Коллегии Кардиналов с 8 января 1866 по 22 февраля 1867. Вице-декан Священной коллегии кардиналов с 12 марта 1877 по 15 июля 1878. Камерленго с 28 марта 1878 по 6 марта 1884. Декан Священной коллегии кардиналов с 15 июля 1878 по 6 марта 1884. Префект Священной Конгрегации Церемониала с 15 июля 1878 по 6 марта 1884. Кардинал in pectore с 19 декабря 1853 по 16 июня 1856. Кардинал-священник с 16 июня 1856, с титулом церкви Сан-Джованни-а-Порта-Латина с 15 апреля 1859 по 20 сентября 1867. Кардинал-епископ Альбано с 20 сентября 1867 по 12 марта 1877. Кардинал-епископ Порто и Санта-Руфины с 12 марта 1877 по 15 июля 1878. Кардинал-епископ Остии с 15 июля 1878.